# Ilex hirsuta
Ilex hirsuta är en järneksväxtart som beskrevs av Chang Jiang Tseng, S.K. Chen och Y.X. Feng. Ilex hirsuta ingår i släktet järnekar, och familjen järneksväxter. Inga underarter finns listade i Catalogue of Life.